# STOBAR

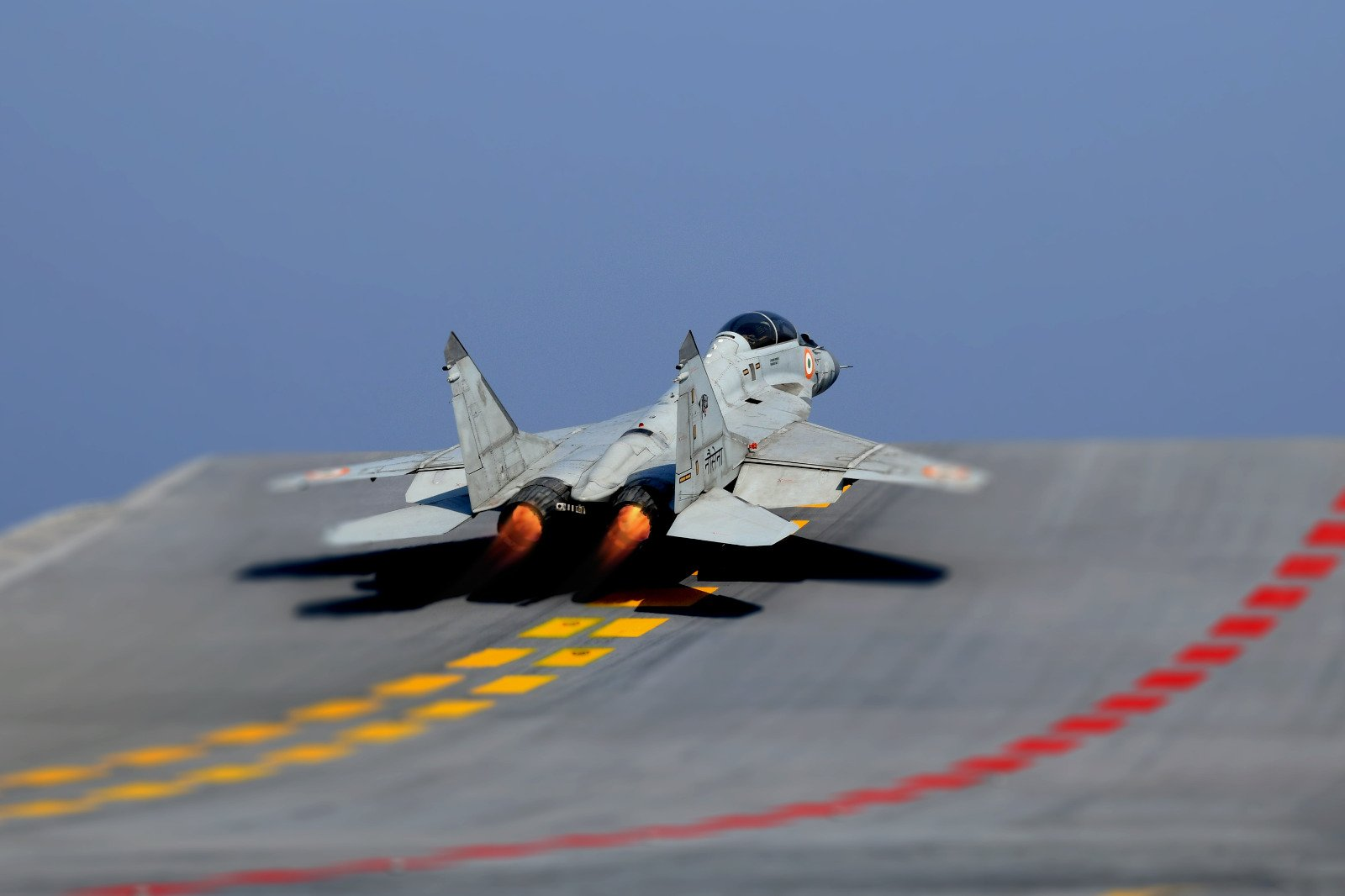
Décollage du MiG-29K

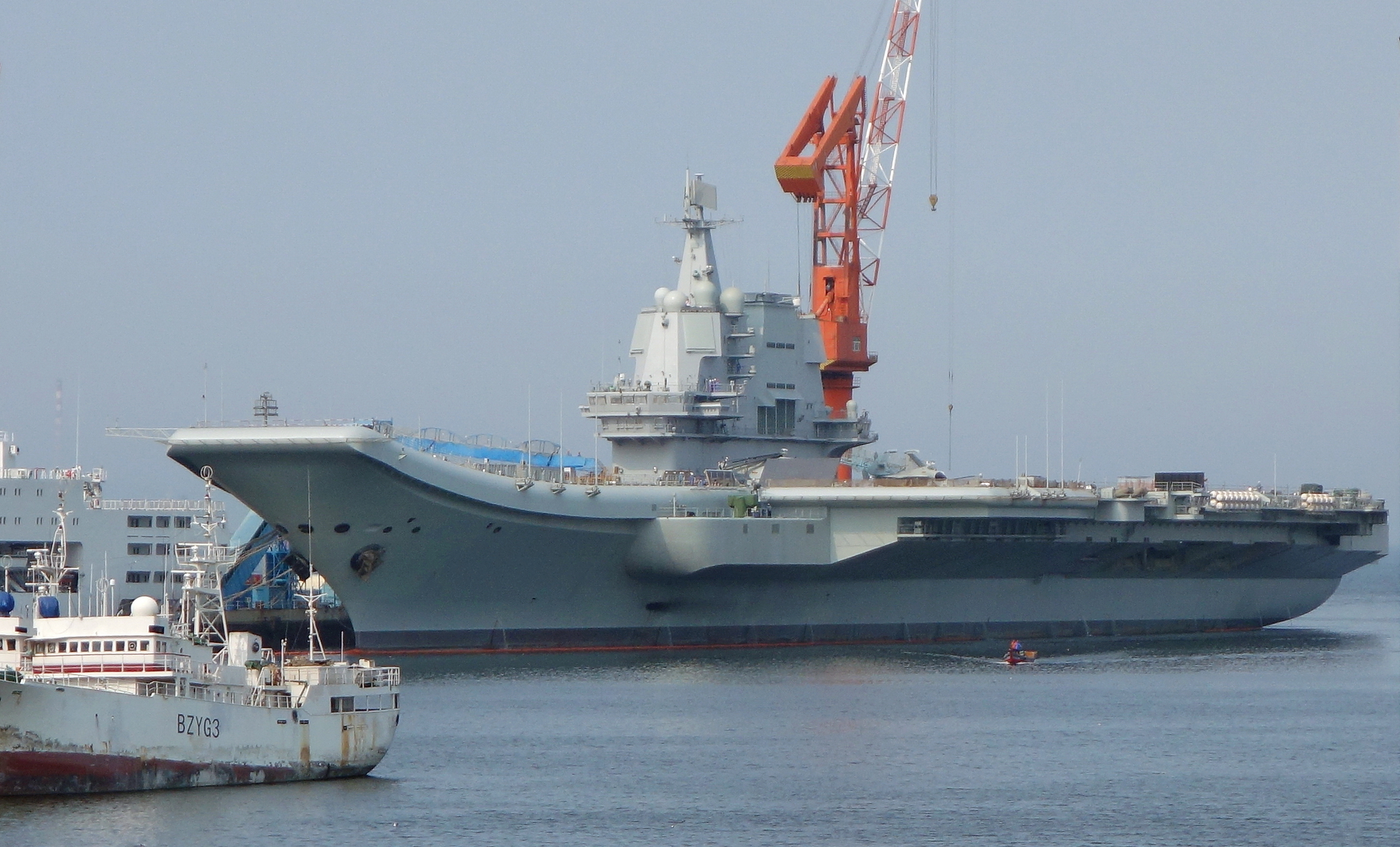
Le porte-avions chinois Shandong. Le tremplin est clairement visible en bout de piste.

STOBAR (acronyme de l'anglais Short Take-Off But Arrested Recovery) est un système utilisé pour le décollage et l'appontage d'appareils sur un porte-avions, combinant des éléments des systèmes STOVL et CATOBAR.
Les avions décollent grâce à leur seule propulsion et utilisent un tremplin en bout de piste pour prendre leur envol. Contrairement à la plupart des porte-avions, il n'y a pas de catapultage. Le pont est équipé de brins d'arrêt pour l'appontage. Le système STOBAR est plus économique que le système CATOBAR, mais il ne peut être utilisé que par des appareils légers et pourvus d'une importante force de poussée (rapport poussée sur poids élevé). En 2013, le système est principalement utilisé sur les navires russes, indiens et chinois.

## Utilisateurs
Le porte-avions Amiral Kouznetsov de la flotte russe est le premier porte-aéronefs équipé du système STOBAR. D'autres porte-avions en sont pourvus : le Liaoning de la flotte chinoise (anciennement le porte-avions soviétique Varyag, sister-ship de l’Amiral Kouznetsov), et le INS Vikramaditya de la flotte indienne (anciennement le porte-avions soviétique Amiral Gorshkov, un STOVL de classe Kiev converti en STOBAR).
Lockheed Martin essaye d'évaluer si le F-35C peut être conçu en adéquation avec le système STOBAR.
Le Dassault Rafale est compatible STOBAR. Après plusieurs simulations effectuées par Dassault Aviation, le Rafale est capable, sans aucune modification, de décoller depuis un porte-avions équipé d'un tremplin, mais nécessite toujours une piste oblique avec brins d'arrêts pour l'appontage.